# Сюнтэн
Сюнтэн (яп. 舜天 Сё Хаси, 1166 - 1237) — первый известный король островного государства Рюкю из династии Сюнтэн (1187—1237).

## Биография

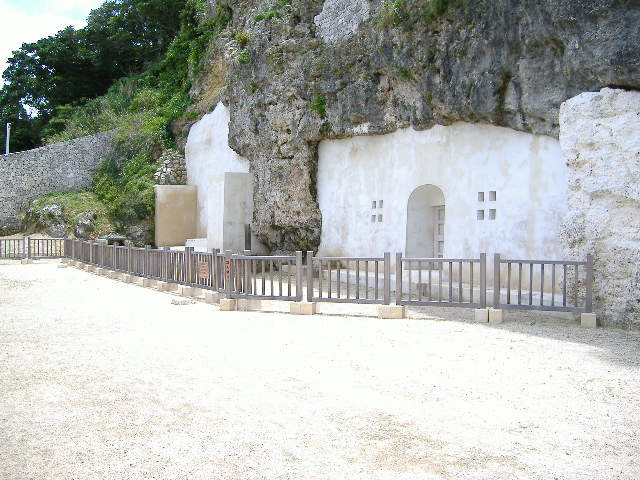
Мавзолей Урасоэ, где похоронены Сюнтэн и другие короли Рюкю

Согласно Тюдзан Сэйкан (1650), первой официальной истории Королевства Рюкю, и Тюдзан Сэйфу (1701), Сюнтэн был сыном крупного японского военачальника Минамото-но Тамэтомо (1139—1170). После своего поражения во время восстания Хогэн в 1156 году Тамэтомо был отправлен в ссылку на отдаленный остров Идзуосима в архипелаге Идзу. Он попытался бежать с острова, но был отброшен на берег северной части Окинавы. После этого Тамэтомо прибыл на юг острова и женился на сестре адзи (военного лидера) района Одзато. Одзато был расположен на юге Окинавы на месте современного города Нандзё. В соответствии с этими двумя источниками, Сюнтэн был сыном Тамэтомо и сестры адзи Одзато. Спустя несколько лет Минамото-но Тамэтомо вернулся в Японию, оставив жену и сына.
Первоначально Сюнтэн был известен как Сонтон (尊敦). В 1180 году 15-летний Сюнтэн, получивший поддержку местного населения, стал адзи (военным вождем) района Урасоэ.
Последний король Рюкю из династии Тэнсон был свергнут с престола и убит своим слугой Рию, который сам пытался захватить власть на Окинаве.
В 1187 году Сюнтэн победил мятежника Рию, занял вакантный королевский престол и избрал своей королевской резиденцией замок Урасоэ, основав новую династию Сюнтэн (1187—1259).
Сюнтэн скончался в 1237 году в возрасте 71 года, ему наследовал его сын Сюнбадзюнки (1185—1248), правивший в 1238—1248 годах. Сюнтэн был похоронен в королевском мавзолее в Урасоэ.
Династия Сюнтэна пресеклась в 1259 году, когда его внук Гихон, 3-й король Рюкю (1249—1259), отказался от власти и отправился в изгнание. На королевский престол вступил Эйсо (1260—1299), начавший новую королевскую династию. В 1253—1260 годах Эйсо уже был регентом при короле Гихоне.